# 猴子瘿袋
猴子瘿袋（学名：Artocarpus pithecogallus）为桑科波罗蜜属下的一个种。常绿乔木，高7-18米。产云南，以西双版纳为主，主要分布于海拔1400-1630米山林中。因其果实富含淀粉，也曾为当地佤族的粮食来源之一。

## 扩展阅读
- 維基物種上的相關：猴子瘿袋